# Parish of Saint Mary (Antigua und Barbuda)
Die Parish of Saint Mary, meist kurz St. Mary, ist eine Parish von Antigua und Barbuda auf der Insel Antigua. Zur Volkszählung 2011 hatte die Parish 7341 Einwohner.

## Geographie
Die Parish liegt im Südwesten der Insel und umfasst eine Fläche von 59 km². Sie grenzt an die Parishes Saint John im Nordosten und Saint Paul im Osten. Die Landschaft wird von den Hügeln der vulkanisch entstandenen Shekerley Mountains mit dem Boggy Peak als höchstem Berg Antigua und Barbudas bestimmt.
In der Parish liegen neben dem Hauptort Bolans die folgenden Orte:
- Old Road
- Urlings
- Johnsons Point
- Crab Hill
- Jennings
- Ebenezer
- John Hughes
- Boggy Peak

## Persönlichkeiten
- James Carlisle (* 1937), Politiker und Generalgouverneur
- Molwyn Joseph (* im 20. Jahrhundert), Politiker
- Samantha Marshall (* im 20. Jahrhundert), Politikerin